# Вальдемар (маркграф Бранденбургу)
Вальдемар I Великий (* Waldemar der Große, бл. 1280 — 14 серпня 1319) — маркграф Бранденбургу та Лужиці у 1317—1319 роках.

## Життєпис

### Правитель Бранденбург-Штендаля
Походив з династії Асканіїв. Син Конрада I, маркграфа Бранденбург-Штендаля, та Констанції П'яст, доньки Пшемисла I, князя Великої Польщі. Народився близько 1280 року. Вже у 1281 році втратив матір. У 1302 році стає співправителем свого батька. після смерті останнього Вальдемар повністю отримує титул маркграфа. Втім він вимушений був визнати лідерство свого стрийка Отто IV.
У 1307 році підписав угоду з родиною Свенцик, за якою отримував значні володіння у Померелії (Східна Померанія). Після цього його війська зайняли міста Свеце та Тчев, а також області до Гданськ. Владислав вирішив продовжити розширювати володіння у Східній Померанії. В цього його підтримали родичі-маркграфи.
У 1308 році разом з Отто IV та Германом, маркграфом Бранденбург-Зальцведеля, втрутився у справи герцогства Померанія. Проти цього виступили Мекленбург та Данія. Невдовзі Герман I загинув, і Вальдемару з Отто IV довелося вести війну самостійно. Наприкінці 1308 року вони захопили Гданськ. Слідом за цим у війну проти Бранденбург-Штендаля виступив Тевтонський орден. Невдовзі, приблизно на початку 1309 року, помирає Отто IV. В результаті Вальдемар об'єднав під своєї владою усе маркграфство Бранденбург-Штендаль. Разом з тим за Солдінською угодою вимушений був поступитися тевтонцям містом Гданськ. Натомість отримував 10 тис. марок сріблом, Слупську та Свецьку область й Рюгенвальд. Після цього на деякий час припинив діяти в Померанії.
1309 року оженився з представницею Бранденбург-Зальцведельської лінії Асканіїв. Цим самим ще більше посилив свої права на це володіння у випадку вимирання її представників, що й сталося у 1317 році. 1310 року відступив права на Східну Померанію Тевтонському ордену за 10 тис. срібних марок.
1312 року почалася війна проти Фрідріха I Веттіна, маркграфа Мейсенського, який висунув претензії на маркграфство Лужицьке, частиною якої володів Вальдемар. Війська Бранденбург-Штендаля завдали поразки мейсенській армії, а Фрідріх Веттін потрапив у полон. За умовами договору останній сплатив викуп у 32 тис. марок сріблом, поступився лужицькою землею та містами Торгау і Гроссенхайн.
У 1314 році під час виборів імператора Вальдемар віддав свій голос за Людвіга Баварського. Того ж року було укладено союзний договір з імперським містом Штральзунд (був також членом Ганзейського союзу), спрямований проти Мекленбургу, Саксен-Лауенбургу та Данії. У 1315 році вирішив захопити панство Старгард, які були віддані маркграфом Бранденбург-Зальцведеля.
У 1316 році вибухнув новий конфлікт з маркграфом Мейсена за пфальцграфство Саксонське, яке колись належало Асканіям. Вальдемар захопив столицю пфальцграфства — Дрезден. Водночас тривала війна з Мекленбургом. У вирішальній битві при Гранзее у серпні 1316 року Вальдемар зазнав нищівної поразки. Тоді звернувся до Тевтонського ордена виступити посередником в укладанні Темплінського мирного договору. Його було затверджено 25 листопада 1317 року. За ним Вальдемар поступався Мекленбургу панством Старгард, а володіння Свеце і Слупе відійшли Вартіславу IV, герцогу Померанії.

### Об'єднання Бранденбургу
У березні 1317 року помер його родич — представник Оттонівської лінії — Йоган V, маркграф Бранденбург-Зальцведеля. З огляду на те, що в того не було спадкоємців, землі успадкував Вальдемар. таким чином після тривалого часу усі володіння Асканіїв в Бранденбурзі було об'єднано під єдиним пануванням. Втім збільшення військової та економічної потуги не допомогло Вальдемару виграти війну проти Мекленбургу.
У 1319 році купив сілезькі міста Сулехув та Свебодзін. У серпні того ж року помер. Йому спадкував стриєчний брат Генріх II.

## Родина
Дружина — Агнес, донька Германа I, маркграфа Бранденбург-Зальцведеля
Діти: не було